# Alekszandr Petrovics Geraszimov
Alekszandr Petrovics Geraszimov, oroszul: Александр Петрович Герасимов (Penza, 1959. március 19. – 2020. május 21.) olimpiai bajnok szovjet válogatott orosz jégkorongozó.

## Sportpályafutása
Pályafutását szülővárosának csapatában, a Gyizeliszt Penzában kezdte. 1977-ben részt vett a junior Európa bajnokságon, ahol a szovjet csapattal bronzérmet nyert. A következő két évben a szovjet korosztályos válogatottakkal az U20-as világbajnokságon lett aranyérmes.
1980-ban igazolt a CSZKA Moszkvához, ahol 1981 és 1987 között hét alkalommal nyerte meg a szovjet bajnoki címet, illetve ugyanennyiszer az Európa-kupát. Összesen 232 tétmérkőzésen 73 alkalommal volt eredményes a klub színeiben.
A szovjet felnőtt válogatottban 1982. december 12-én egy Svédország elleni mérkőzésen lépett először jégre. Összesen 42 alkalommal viselte a címeres mezt, tagja volt az 1984-es olimpián aranyérmes válogatottnak is. 1986-ban a Penzai Állami Pedagógiai Intézet testnevelési karán diplomázott.
Visszavonulását követően edzőként és sportvezetőként is szerepelt vállalt a CSZKA-nál.
2020. május 21-én, 61 éves korában hunyt el.

## Statisztika

### Klubcsapatokban
|                                    |                                    |                                    |          | Alapszakasz | Alapszakasz | Alapszakasz | Alapszakasz   | Alapszakasz |
| Szezon                             | Csapat                             | Bajnokság                          | Mérkőzés | Gól         | Gólpassz    | Pont        | Büntetőpercek |             |
| ---------------------------------- | ---------------------------------- | ---------------------------------- | -------- | ----------- | ----------- | ----------- | ------------- | ----------- |
| 1975–76                            | Gyizeliszt Penza                   | USSR II                            | 9        | 0           | 2           | 2           | 4             |             |
| 1976–77                            | Gyizeliszt Penza                   | USSR II                            | 33       | 5           | 3           | 8           | 28            |             |
| 1977–78                            | Gyizeliszt Penza                   | USSR II                            | 45       | 18          | 13          | 31          | 30            |             |
| 1978–79                            | Gyizeliszt Penza                   | USSR II                            | 52       | 22          | 23          | 45          | 38            |             |
| 1979–80                            | Gyizeliszt Penza                   | USSR II                            | 60       | 30          | 10          | 40          | 68            |             |
| 1980–81                            | CSZKA Moszkva                      | USSR                               | 30       | 3           | 1           | 4           | 2             |             |
| 1981–82                            | CSZKA Moszkva                      | USSR                               | 45       | 11          | 6           | 17          | 14            |             |
| 1982–83                            | CSZKA Moszkva                      | USSR                               | 32       | 19          | 10          | 29          | 14            |             |
| 1983–84                            | CSZKA Moszkva                      | USSR                               | 30       | 10          | 12          | 22          | 13            |             |
| 1984–85                            | CSZKA Moszkva                      | USSR                               | 27       | 9           | 4           | 13          | 10            |             |
| 1985–86                            | CSZKA Moszkva                      | USSR                               | 31       | 12          | 8           | 20          | 10            |             |
| 1986–87                            | CSZKA Moszkva                      | USSR                               | 26       | 7           | 8           | 15          | 16            |             |
| 1987–88                            | CSZKA Moszkva                      | USSR                               | 11       | 1           | 5           | 6           | 0             |             |
| Összesen a szovjet másodosztályban | Összesen a szovjet másodosztályban | Összesen a szovjet másodosztályban | 199      | 75          | 51          | 126         | 168           |             |
| Összesen a szovjet élvonalban      | Összesen a szovjet élvonalban      | Összesen a szovjet élvonalban      | 232      | 72          | 54          | 126         | 79            |             |

### A válogatottban
| Év   | Csapat      | Esemény                 | Eredmény  |   | MSz | G | A | P  | B |
| ---- | ----------- | ----------------------- | --------- | - | --- | - | - | -- | - |
| 1977 | Szovjetunió | U18-as Európa-bajnokság | Bronzérem | 6 | 5   | 4 | 9 | 12 |   |
| 1978 | Szovjetunió | U20-as világbajnokság   | Aranyérem | 7 | 2   | 6 | 8 | 2  |   |
| 1979 | Szovjetunió | U20-as világbajnokság   | Aranyérem | 6 | 2   | 6 | 8 | 24 |   |
| 1984 | Szovjetunió | Olimpia                 | Aranyérem | 7 | 2   | 3 | 5 | 6  |   |